# Frozen Plasma
Frozen Plasma est un groupe allemand de futurepop, originaire de Hanovre.

## Histoire
Après la séparation de son groupe NamNamBulu en 2005, le claviériste et auteur-compositeur Vasi Vallis cherche de nouveaux défis et tourne avec, entre autres, le groupe de futurepop VNV Nation. Vasi Vallis sert de claviériste live lors de cette tournée. Au cours de cette même tournée, il rencontre Félix Marc lors d'un concert commun de VNV Nation et Diorama et, selon ses propres dires, tombe immédiatement amoureux de sa voix.
Concernant le nom du groupe, Vasi Vallis explique en ces termes : « Alors que je réfléchissais au nom de mon nouveau groupe, j'ai regardé un documentaire sur le plasma congelé (plasma sanguin). Il est possible de congeler du plasma et de l'utiliser quand c'est nécessaire des années plus tard. Quelques minutes plus tard, un autre documentaire montrait des pays africains où des gens mouraient simplement parce qu'ils n'avaient pas d'eau potable ou de médicaments... J'ai donc eu l'idée de nommer le groupe Frozen Plasma car beaucoup de chansons ont des paroles très fortes avec un accent principalement mélancolique. »
Le premier single de Frozen Plasma, Hypocrite, sort le 18 novembre 2005, date à laquelle Felix Marc et Vasi Vallis ne se connaissaient que depuis quelques mois. Le single entre immédiatement dans le top dix des Deutschen Alternative Charts (DAC). Avant la sortie de l'album Artificial, le 21 avril 2006, Frozen Plasma joue au Wave-Gotik-Treffen et à l'Orkus Festival ainsi qu'au Summer Darkness Festival aux Pays-Bas. Le deuxième single Irony suit le 21 juillet 2006 et se hisse au 3e des DAC. Peu de temps après, l'EP Emphasize sort. Le 19 septembre 2008, sort l'EP Tanz die Revolution, qui contient le single homonyme. La chanson prend également d'assaut les clubs internationaux et sort donc également en espagnol, italien et anglais. Le 3 avril 2009, Frozen Plasma sort son maxi single Earthling ; comme les albums Monumentum et Tour Monument sortis en 2009, il atteint les premières positions dans les DAC. Cette même année, le groupe doit annuler une tournée prévue avec VNV Nation
Après diverses apparitions dans des festivals et concerts dans le monde entier, ainsi que deux enregistrements live (un enregistrement live du Wave-Gotik-Treffen sort en 2012), Vasi Vallis et son coéquipier font une pause créative. En 2015, ils sortent leur nouvel album Decadenz. En 2020, ils sortent Gezeiten,.
Frozen Plasma est signé sur le label indépendant allemand Infacted Recordings. Il publie également de nombreuses contributions de samples depuis 2004.

## Discographie

### Albums studio
- 2006 : Artificial
- 2009 : Monumentum
- 2009 : Tour Monument  (album live)
- 2013 : Live @ WGT 2012  (album live)
- 2015 : Dekadenz
- 2016 : Dekadenz
- 2019 : Pakt
- 2020 : Gezeiten

### Singles et EP
- 2005 : Hypocrite
- 2006 : Irony
- 2006 : Emphasize (EP)
- 2008 : Tanz die Revolution
- 2009 : Earthling
- 2009 : Tanz die Revolution (International Version)
- 2013 : Herz
- 2014 : Crazy
- 2018 : Safe.Dead.Harm
- 2019 : Safe.Dead.Harm 2019
- 2019 : Gefühlsmaschine